# Galliera
Galliera (severoboloňsky: Galîra) je comune (obec) v metropolitním městě Bologna v italském regionu Emilia-Romagna, která se nachází asi 30 kilometrů severně od Bologni.
Galliera sousedí s těmito obcemi: Malalbergo, Pieve di Cento, Poggio Renatico, San Pietro in Casale, Terre del Reno.

## Osobnosti
Josefína Leuchtenberská (pozdější norská a švédská královna) byla Napoleonem I. v roce 1813 ve věku 6 let jmenována vévodkyní z Galliery.